# Renata Carvalho
Renata Carvalho (Santos, 8 de fevereiro de 1981) é uma atriz, dramaturga e diretora teatral brasileira. É natural da cidade de Santos e iniciou a sua carreira na década de 1990. A atriz descreve-se também como transpóloga, uma combinação dos termos trans e antropóloga devido ao seu amplo trabalho de investigação sobre experiências e corpos trans e a sua formação em Ciências Sociais. Nessa linha de estudo, cunhou o termo transcestralidade, ou seja, a ancestralidade da comunidade trans e a necessidade das figuras que abriram caminho para fundar o que temos hoje. Destaca-se como ativista por representatividade trans nas artes.
Aos 15 anos, ainda sem se entender travesti, se via como homossexual, o que causou sua expulsão de casa aos 23 anos, em 2004.Teve então seu percebimento trans quando, em 2007, entrou em contato com pessoas trans e travestis em meio a prostituição, trabalhando como Agente de Prevenção voluntária pela Secretaria Municipal de Saúde de Santos em ISTs, HIV/AIDS, tuberculose e hepatite.
No teatro, alguns dos seus papéis mais importantes foram nas peças Corpo Sua Autobiografia, Manifesto Transpofágico (2012), Domínio Público, O Evangelho Segundo Jesus, Rainha do Céu (2016), ZONA! (2013), Projeto Bispo e Dentro de Mim Mora Outra. Na TV, destacou-se como Carmen em Pico da Neblina, seriado do streaming HBO Max. Já no cinema, aparece em Vento Seco (2020), do Globoplay, como a policial Paula, e nos documentários Quem Tem Medo? (2022), sobre censura nas artes, e Corpolítica (2022), em que figuras públicas LGBT brasileiras discutem questões políticas recentes. Como Rose, é protagonista no filme Os Primeiros Soldados, sobre relações de afeto, resistência e marginalidade durante a crise do HIV/AIDS nos anos 1980,  e protagoniza também o curta-metragem Se Trans For Mar, de Cibele Appes, selecionado para diversos festivais de cinema pelo país. Em 2024, estrela em Salomé, com direção de André Antônio, estreado no Festival de Valdivia no Chile.
O espetáculo O Evangelho Segundo Jesus, Rainha do Céu, adaptação de Carvalho do texto original em inglês da dramaturga transgênero Jo Clifford, que reimagina Jesus Cristo como uma mulher trans, alçou Carvalho ao reconhecimento mais amplo e causou grande comoção nacional, sofrendo censuras, agressões, ataques a bomba e proibido em diversas cidades do país, como Jundiaí, Salvador e Rio de Janeiro.
Mais recentemente, o espetáculo autoral Manifesto Transpofágico tem reunido vastas críticas positivas, além de depoimentos favoráveis de personalidades públicas e grandes nomes da televisão brasileira.
Ainda é autora do livro Manifesto Transpofágico, baseado no espetáculo homônimo, publicado em 2022. Em 2017 fundou o Monart (Movimento Nacional de Artistas Trans), rede nacional de cadastro de artistas transgênero para garantir maior representação nas artes, lutando contra o transfake, e o Coletivo T, o primeiro coletivo artístico totalmente formado por pessoas trans.
Na música, em 2019, protagonizou o videoclipe da canção "Das Estrelas", do grupo As Baías.

## Prémios e reconhecimento
Recebeu, por seu trabalho como atriz no filme Os Primeiros Soldados, o Prêmio Especial do Júri no 52º International Film Festival of India (Índia) e o Prêmio Especial do Júri (Troféu Redentor) no 23º Festival do Rio – Rio de Janeiro International Film Festival (Brasil). Pelo mesmo trabalho, foi a Melhor Atriz Coadjuvante no 28° Prêmio Guarani de Cinema, tornando-se a primeira mulher trans a conquistar a premiação nessa categoria.
Também foi indicada ao Prêmio Shell de Teatro de Melhor Atriz por Um Inimigo do Povo.
Em 2020 recebeu uma bolsa de US$ 7 mil concorrendo com o seu projeto Movimento Nacional de Artistas Trans (Monart), pela Afield, uma rede internacional de apoio para artistas.
Figura na lista da revista Billboard de 30 pessoas trans notáveis acima dos 30 anos.
Por sua atuação em Salomé, venceu o prêmio de Melhor Atriz Coadjuvante no 57° Festival de Brasília do Cinema Brasileiro.

## Filmografia

### Teatro[43]
| Ano    | Título                                   | Função                |
| ------ | ---------------------------------------- | --------------------- |
| 1997   | Tartufo                                  | Atriz                 |
| 1997   | O Caixeiro Da Taverna                    | Atriz                 |
| 1999   | A Casa de Bernarda Alba                  | Atriz                 |
| 2000   | Navalha Na Carne                         | Atriz                 |
| 2002   | ... (reticências)                        | Diretora              |
| 2004   | Lei 5.536                                | Diretora              |
| 2005-9 | Pelo Buraco da Fechadura                 | Diretora              |
| 2009   | Quando As Máquinas Param                 | Diretora              |
| 2011   | O Último Suspiro                         | Diretora              |
| 2011   | Prólogo Para O Diletante                 | Diretora              |
| 2012   | Dentro De Mim Mora Outra                 | Atriz e dramaturga    |
| 2013   | Projeto Bispo                            | Atriz                 |
| 2015   | ZONA!                                    | Atriz                 |
| 2016   | O Evangelho Segundo Jesus, Rainha do Céu | Atriz e adaptação     |
| 2017   | Domínio Público                          | Atriz e co-dramaturga |
| 2019   | Manifesto Transpofágico                  | Atriz e dramaturga    |

### Cinema
| Ano  | Título                        | Tipo           | Papel           |
| ---- | ----------------------------- | -------------- | --------------- |
| 2018 | Preciso Dizer Que Te Amo      | Curta-metragem | Narradora (voz) |
| 2019 | Vou Sair Pra Catar Gente      | Curta-metragem | Ela mesma       |
| 2019 | Geni                          | Curta-metragem | Maria           |
| 2020 | Vento Seco                    | Longa-metragem | Paula           |
| 2020 | Corpo, Sua Autobiografia      | Média-metragem | Ela mesma       |
| 2020 | Para Onde Voam As Feiticeiras | Documentário   | Ela mesma       |
| 2022 | Quem Tem Medo?                | Documentário   | Ela mesma       |
| 2022 | Corpolítica                   | Documentário   | Ela mesma       |
| 2022 | Os Primeiros Soldados         | Longa-metragem | Rose            |
| 2022 | Se Trans For Mar              | Curta-metragem | Iara            |
| 2023 | O Cavalo de Pedro             | Curta-metragem |                 |
| 2023 | Dinho                         | Curta-metragem | Tia de Dinho    |
| 2024 | Salomé                        | Longa-metragem | Mãe             |

### Televisão
| Ano     | Título               | Papel    |
| ------- | -------------------- | -------- |
| 2019-22 | Pico da Neblina      | Carmen   |
| 2019    | Toda Forma de Amor   | Brenda   |
| 2020    | Nós                  | Dalila   |
| 2023    | Sala dos Professores | Karla    |
| 2023    | Fim                  | Lana Lei |
| 2023    | Impuros              | Irene    |
| 2024    | As Five              | Estrela  |